# Neodrymonia inevitabilis
Neodrymonia inevitabilis är en fjärilsart som beskrevs av Alexander Schintlmeister. Neodrymonia inevitabilis ingår i släktet Neodrymonia och familjen tandspinnare. Inga underarter finns listade i Catalogue of Life.